# Duesenberg J
Pour les articles homonymes, voir Duesenberg.
Les Duesenberg J, JN, SJ et SSJ sont des modèles d'automobiles du constructeur automobile américain Duesenberg, produites à 481 exemplaires entre 1929 et 1937, et déclinés sous de multiples carrosseries.

## Historique
En 1926 Errett Cord (PDG fondateur de Cord Automobile) achète Duesenberg, et donne la directive aux frères Duesenberg de concevoir une des voitures les plus luxueuses et glamour du monde, en alliant performances et élégance exceptionnelles, à n'importe quel prix, pour la clientèle des années folles américaines (Roaring Twenties), pour rivaliser avec Bugatti, Hispano-Suiza, Isotta-Fraschini, Cadillac, Bentley, et autres Rolls-Royce, Daimler ...

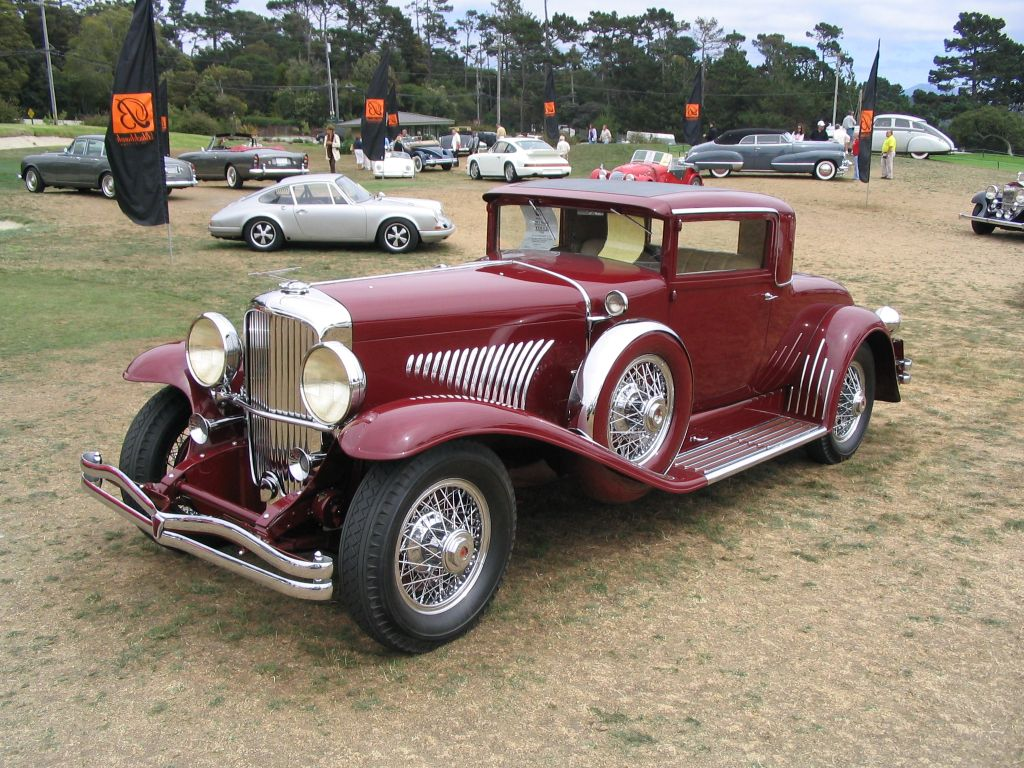
Duesenberg J coupé 1932
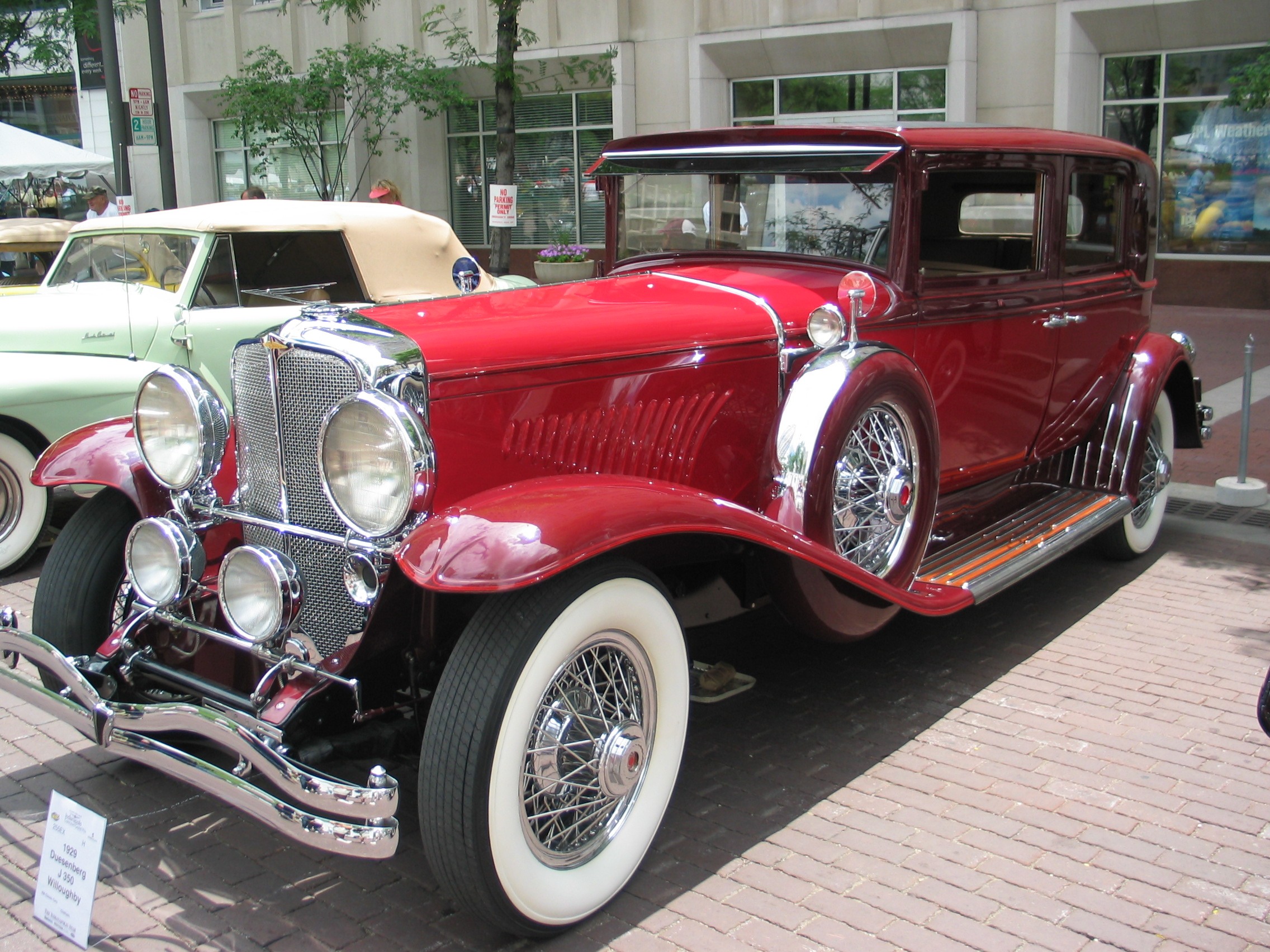
Duesenberg J Sedan-Llimousine 1934
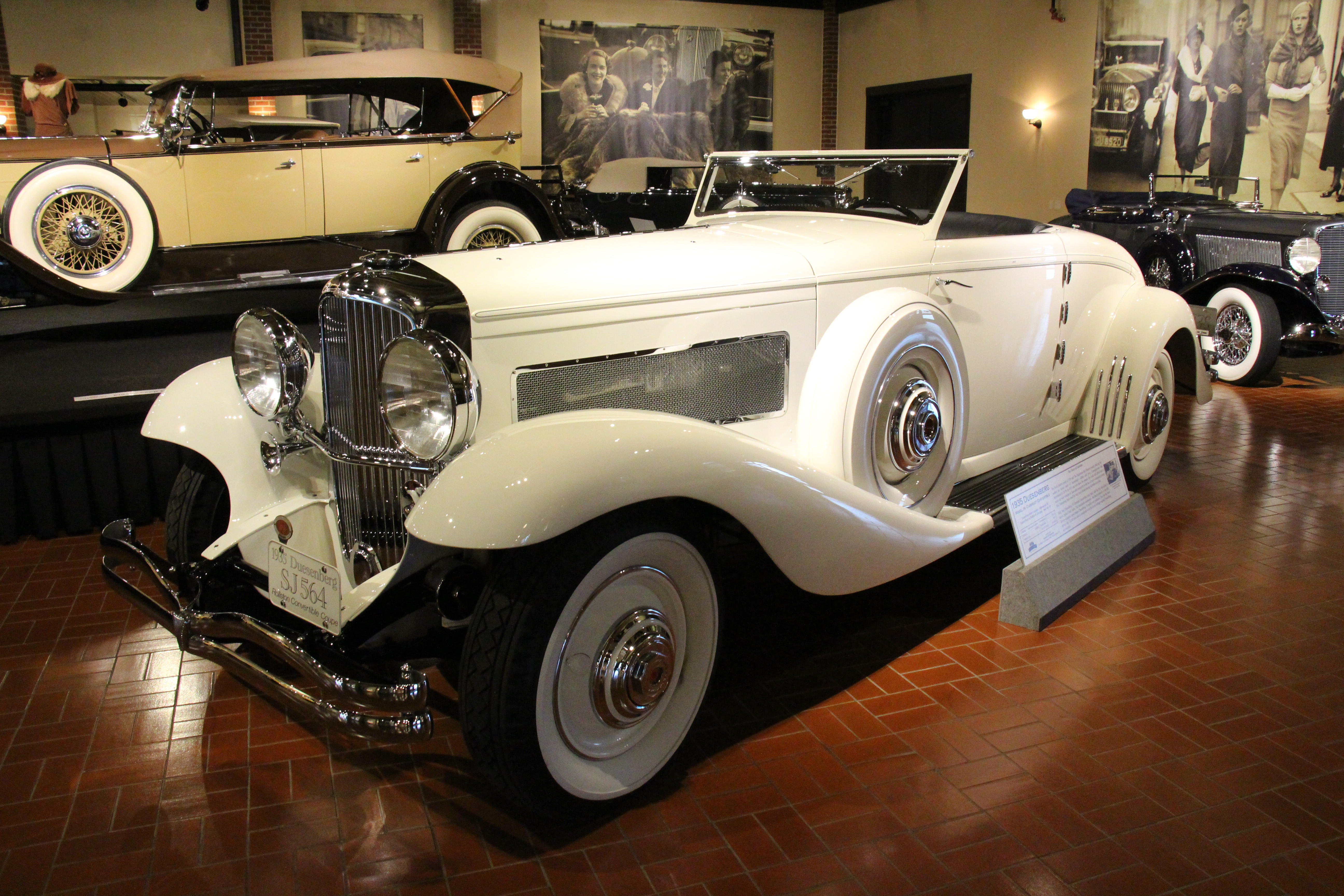
Duesenberg JN cabriolet 1935

Conçue par le designer Gordon Buehrig, elle succède aux Duesenberg Model A (650 exemplaires entre 1921 et 1926) et Duesenberg X (13 exemplaires entre 1926 et 1927). 

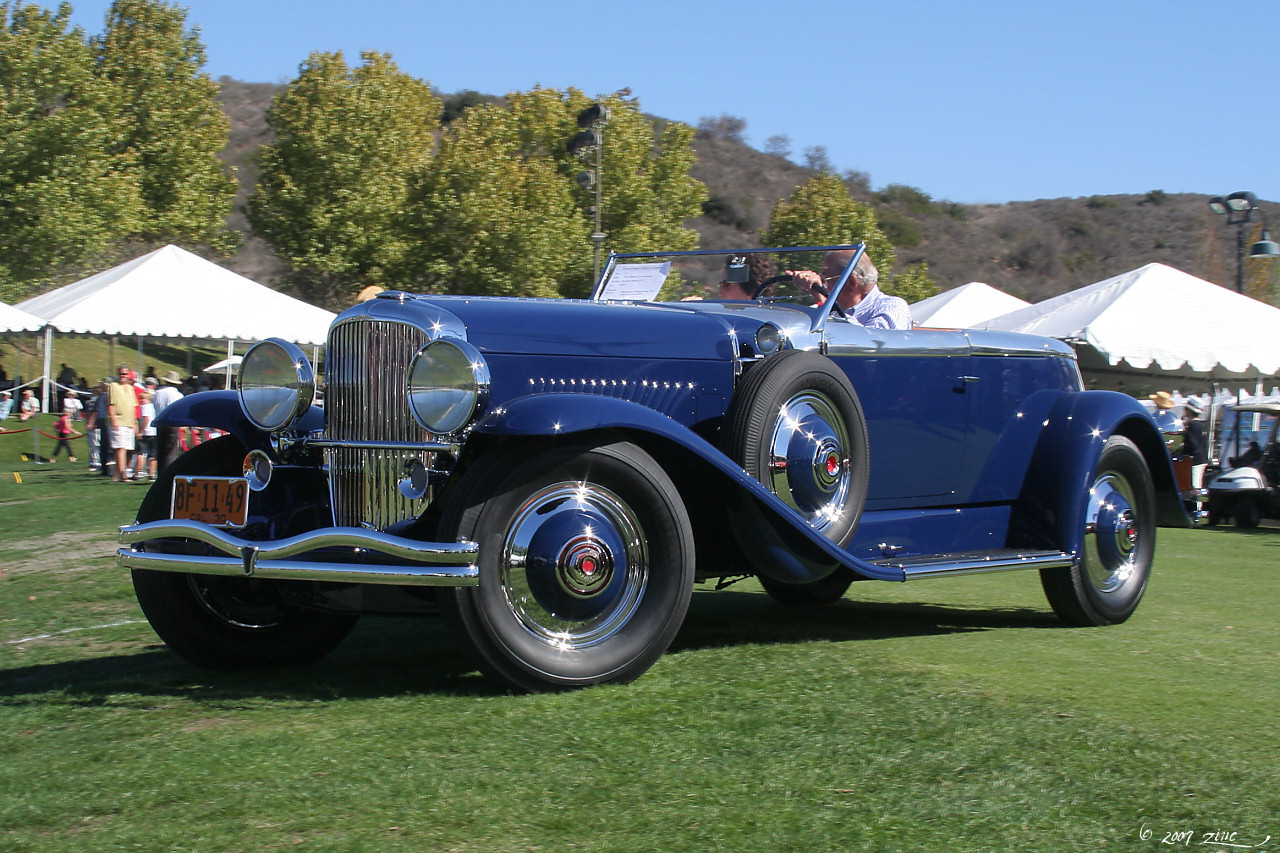
Duesenberg J Torpedo 1930
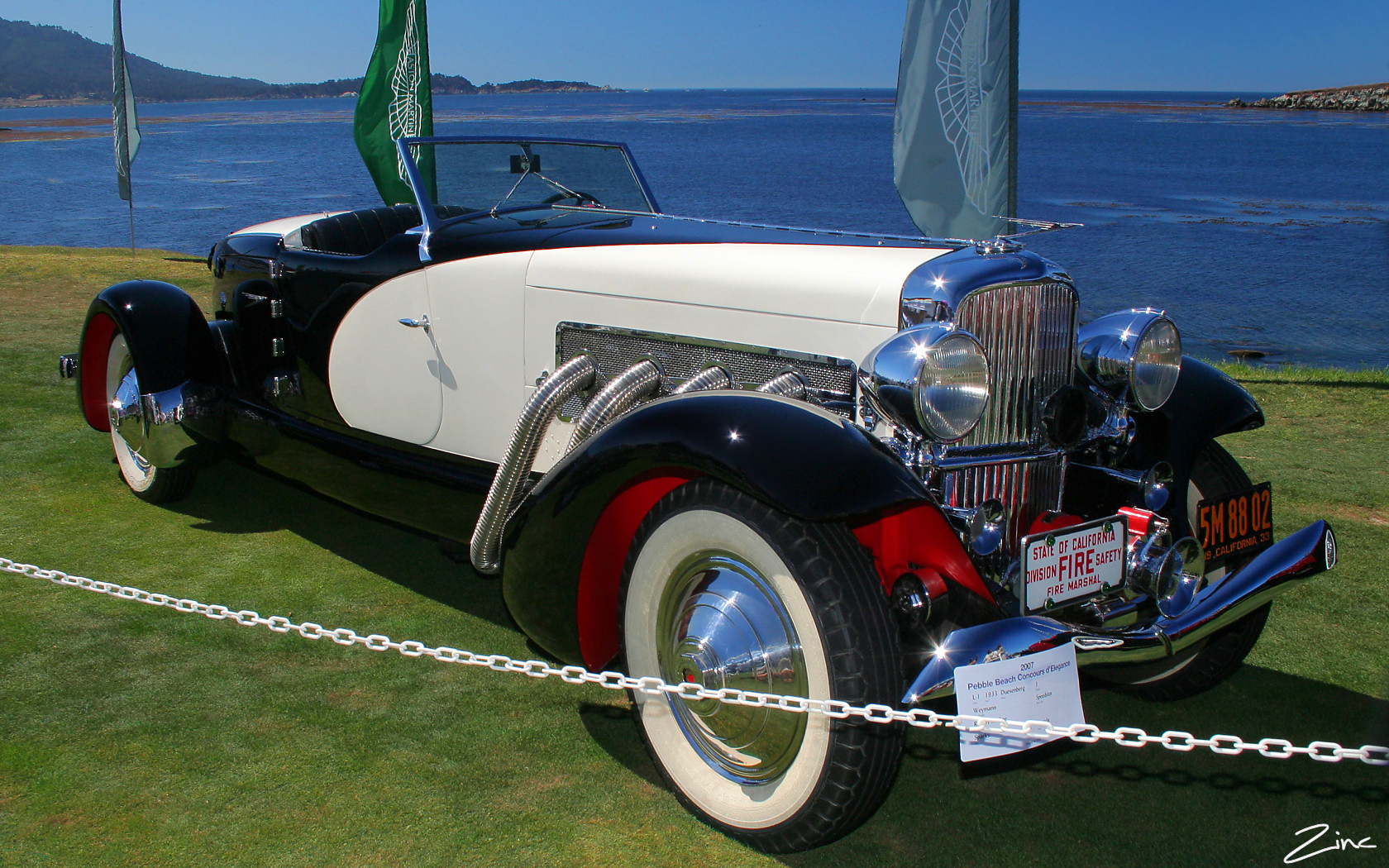
Duesenberg J Weymann Speedster 1933
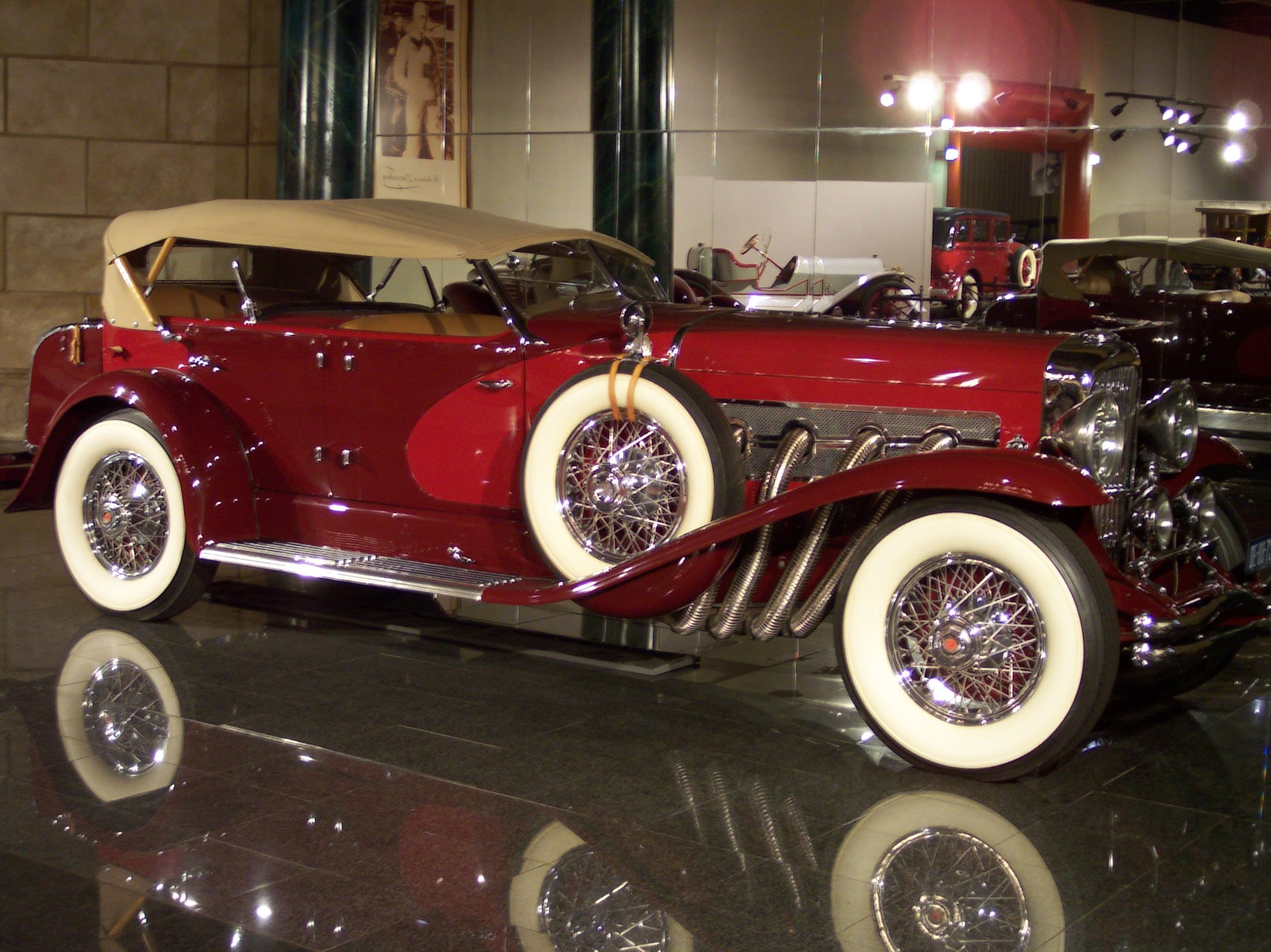
Duesenberg SJ 1935

Elle est motorisée par un moteur d'avion fabriqué par Lycoming Engines de huit cylindres en ligne de 6,9 litres, double arbre à cames en tête 32 soupapes (quatre par cylindre), pour 265 ch, pour 187 km/h en v-max (même si en réalité on ne peut pas dépasser les 175 km/h sans risquer de se tuer, car la voiture devient instable au delà de cette vitesse) 
Pour les modèles SJ, le moteur reçoit un compresseur mécanique, le moteur developpe 320 ch pour 209 km/h de vitesse de pointe. 
Par la suite, Duesenberg sortira la SSJ, recevant un moteur de 400 ch, la vitesse maximale est inconnue, mais on l'estime à 250 km/h (en tout cas c'est forcément au dessus de 200 km/h). 

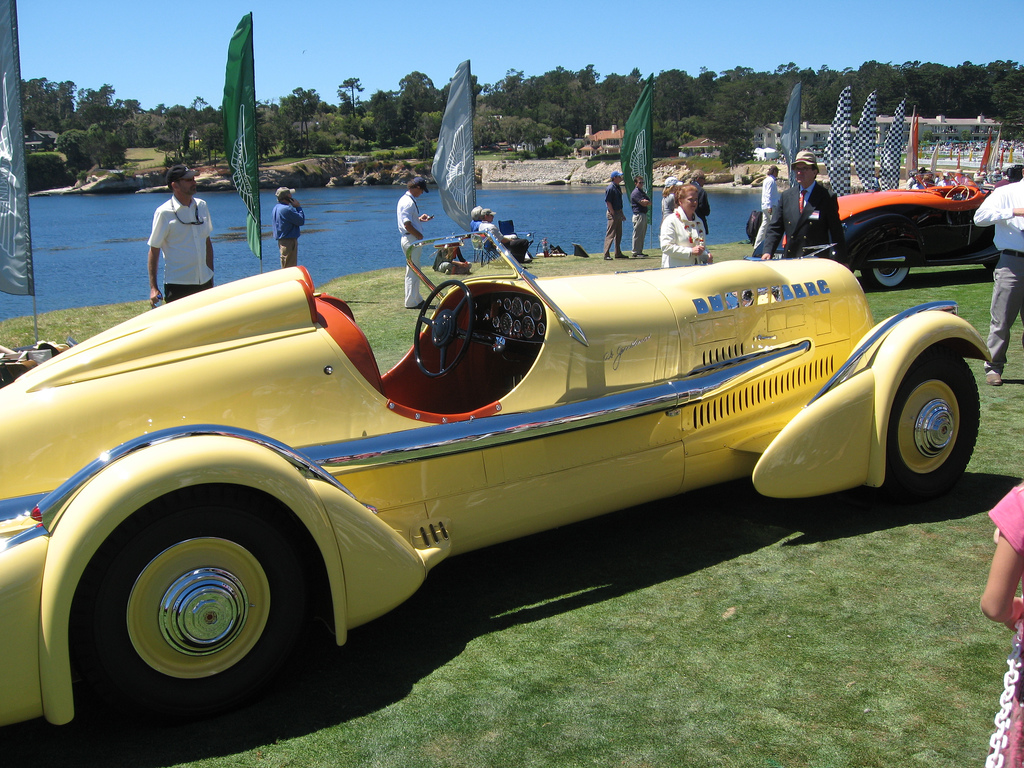
Duesenberg SJ Mormon Meteor
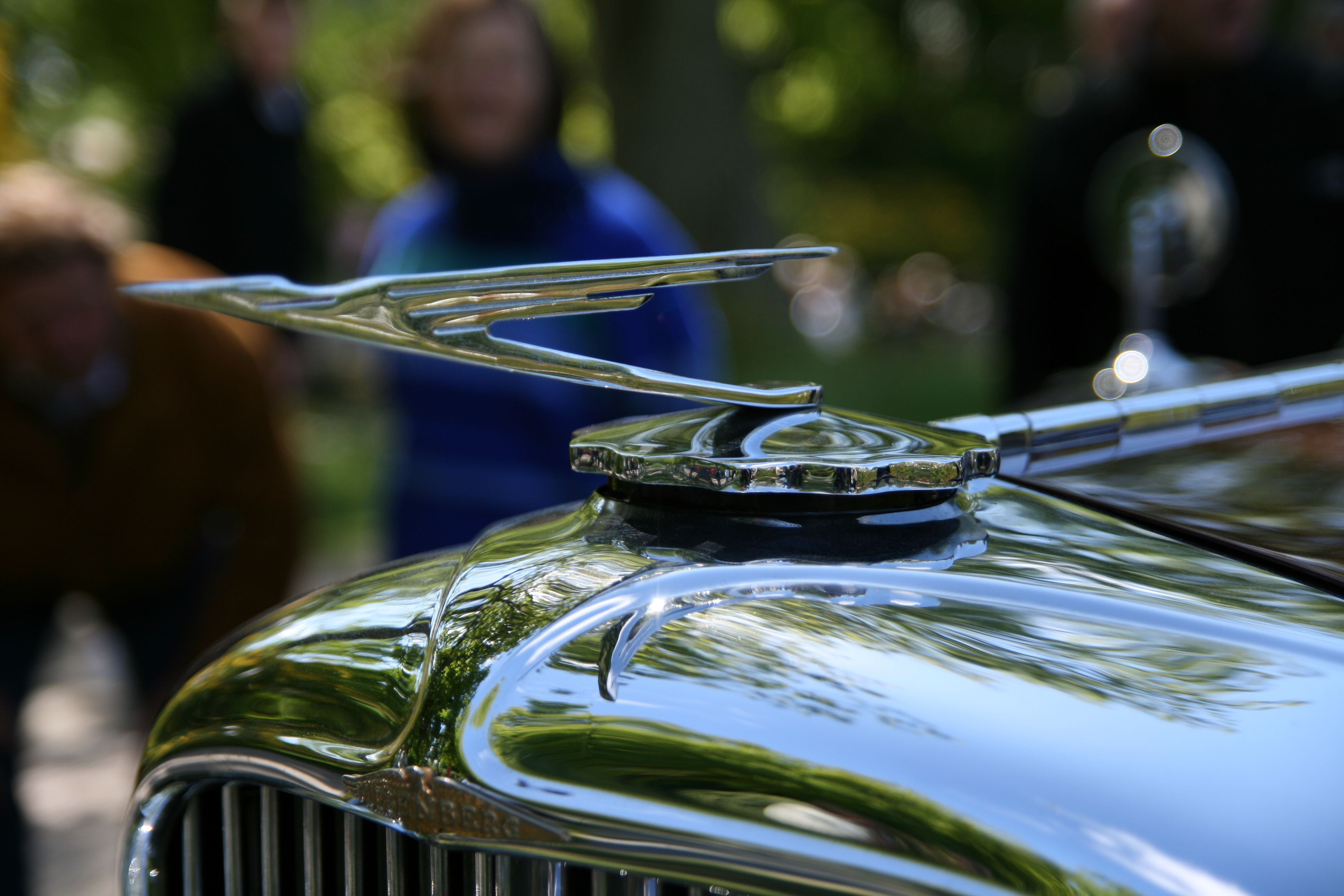
Bouchon de radiateur
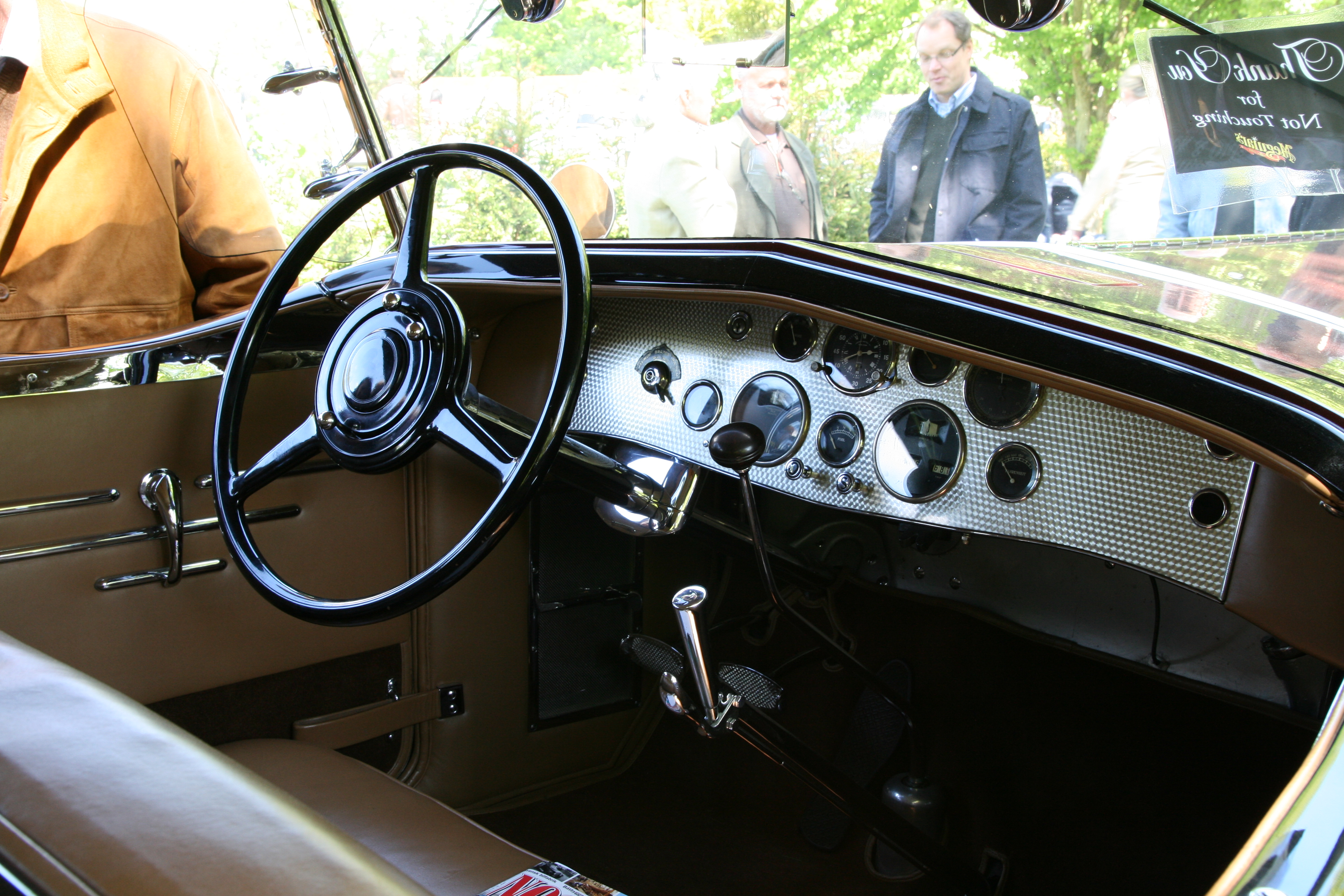
Intérieur de Duesenberg J
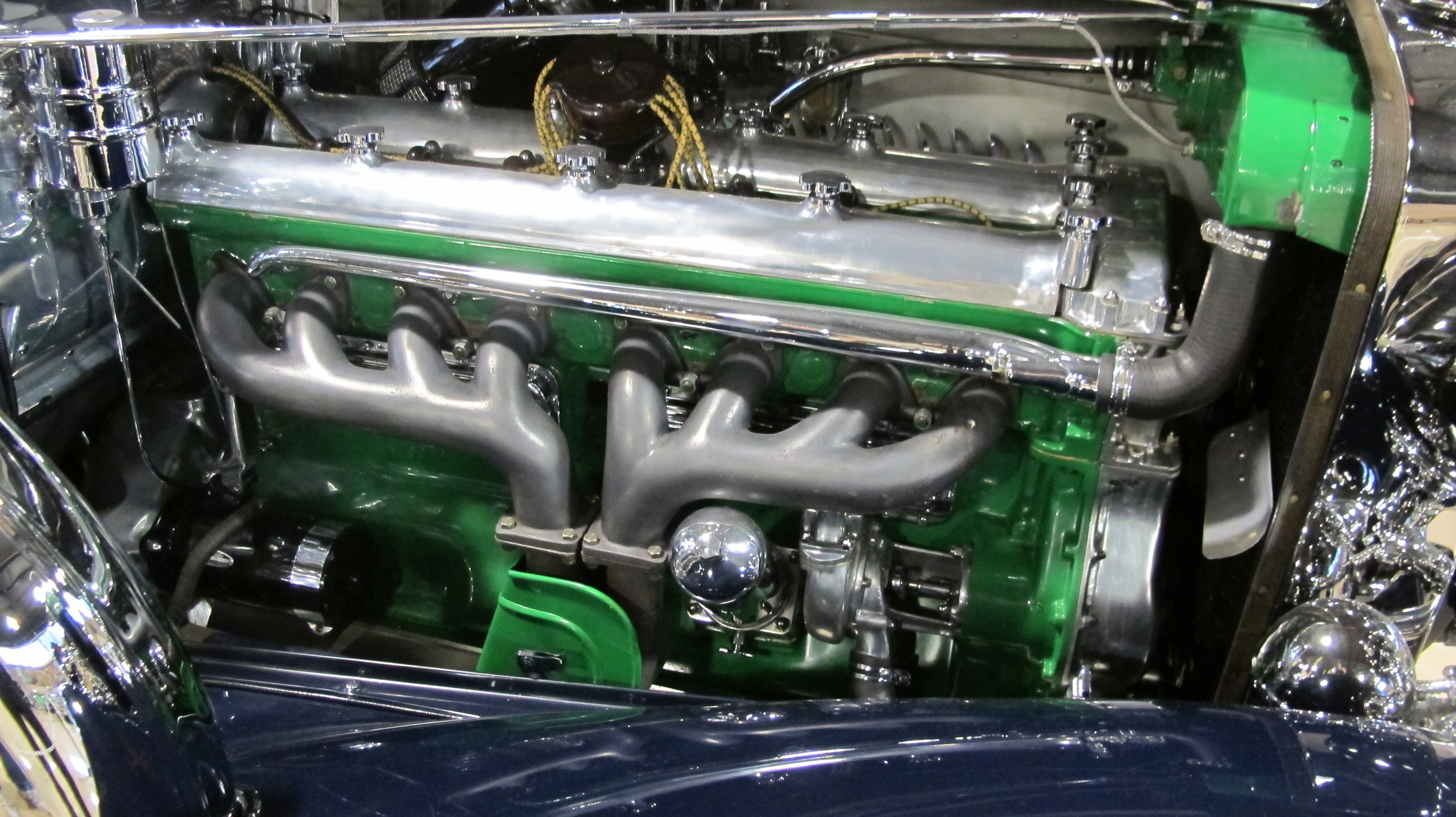
Moteur 8 cylindres de modèle J

Elle est présentée au salon de l'automobile de New York de décembre 1928, puis au Mondial de l'Automobile de Paris de 1929. Voiture américaine de légende et de rêve glamour de l'« âge d'or » des années 1920 / années 1930 / années folles américaines (Roaring Twenties), vendue au prix considérable de 25 000 dollars (le prix d'une trentaine de Ford A de l'époque), de nombreux milliardaires et stars américaines du spectacle en possèdent une, dont les célèbres acteurs Greta Garbo, Clark Gable et Gary Cooper, qui se font la course avec sur les collines d'Hollywood... Elle est également prisée par les gangsters dont Al Capone (célèbre parrain de la mafia de Chicago) en raison de sa vitesse et de la possibilité de la blinder avec des feuilles métalliques additionnelles. La production cesse en 1937, avec la faillite de Duesenberg.